# Ryonggang
Ryonggang (Hán Việt: Long Cương) là một huyện của tỉnh Pyongan Nam tại Cộng hòa Dân chủ Nhân dân Triều Tiên. Năm 1979, huyện trở thành một phần của thành phố Nampho, đến năm 2004 lại trở thành một huyện độc lập, và đến năm 2010 thì quay lại là một huyện của thành phố Nampho thuộc tỉnh Pyongan Nam. Huyện giáp với Kangso ở phía bắc, với Onchon ở phía tây, với nội thành Nampho ở phía nam, với Taean ở đông bắc và giáp với thủ đô Bình Nhưỡng ở phía đông. Năm 2008, dân số toàn huyện Nyongwon là 58.930 người (27.817 nam và 31.113 nữ), trong đó, dân cư đô thị là 20.045 người (34%) còn dân cư nông thôn là 38.885 người (64%).